# Chanquere (província)
Chanquere (em turco: Çankırı) é uma província (iller}}) do centro-norte da Turquia, situada na região (bölge) da Anatólia Central (em turco: İç Anadolu Bölgesi), com capital na cidade homónima. Tem 7 388 km² de área e em 2020 tinha 192 428 habitantes (densidade: 26 hab./km²).
A economia da província tem como base a agricultura, sendo a produção de milho, feijão, trigo e tomate os principais produtos comercializados para outras regiões da Turquia.[carece de fontes?]